# Castelo de Guédelon
Castelo de Guédelon é um projeto de construção de um castelo novo localizado em Treigny, na França. O objetivo do projeto é construir um castelo usando apenas as técnicas e materiais utilizados na Idade Média. Quando completado, em 2025, deve ser uma autêntica recriação de um castelo medieval do século XIII.

## Imagens da construção

Evolução da construção desde 2000
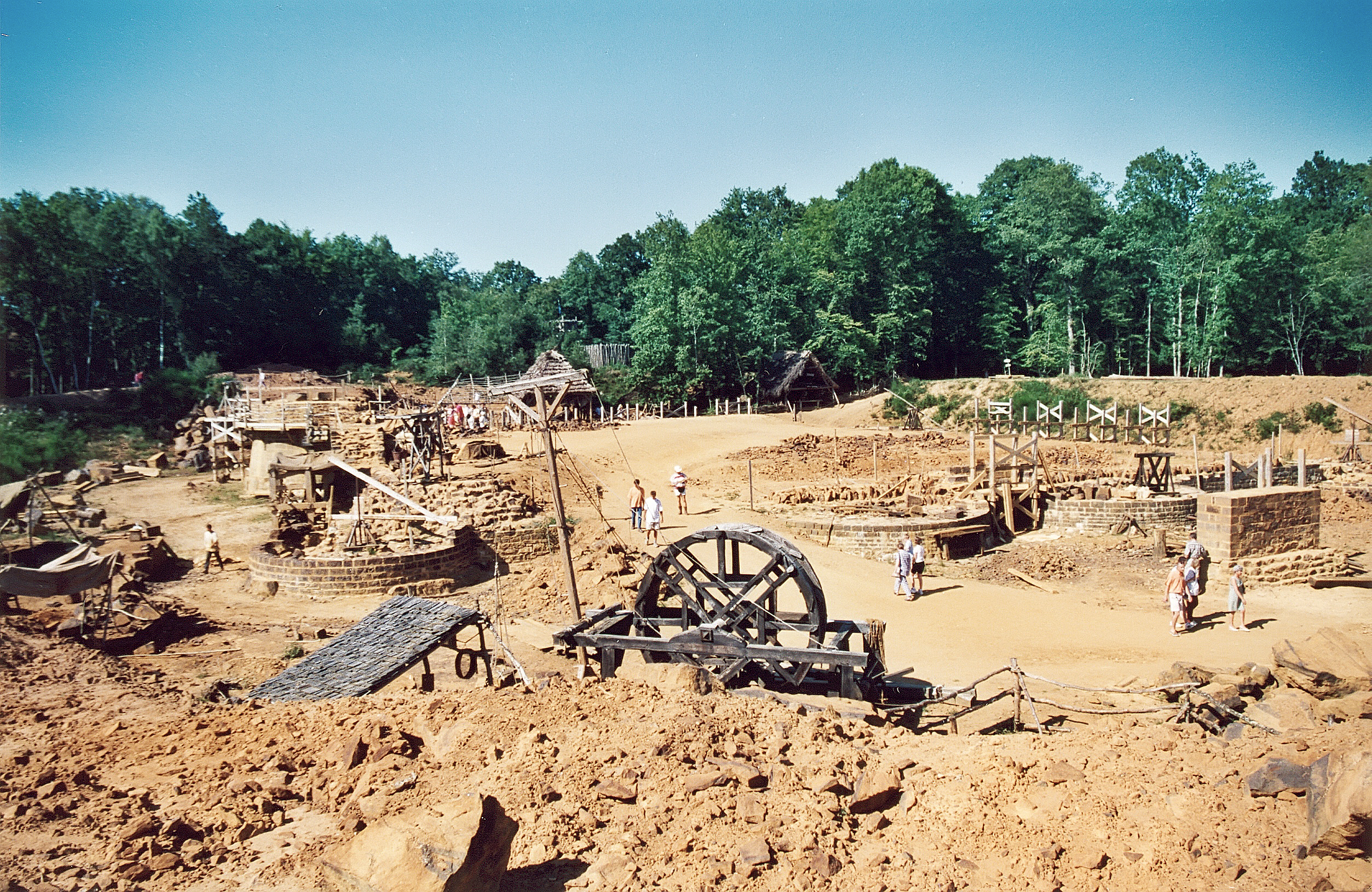
2000
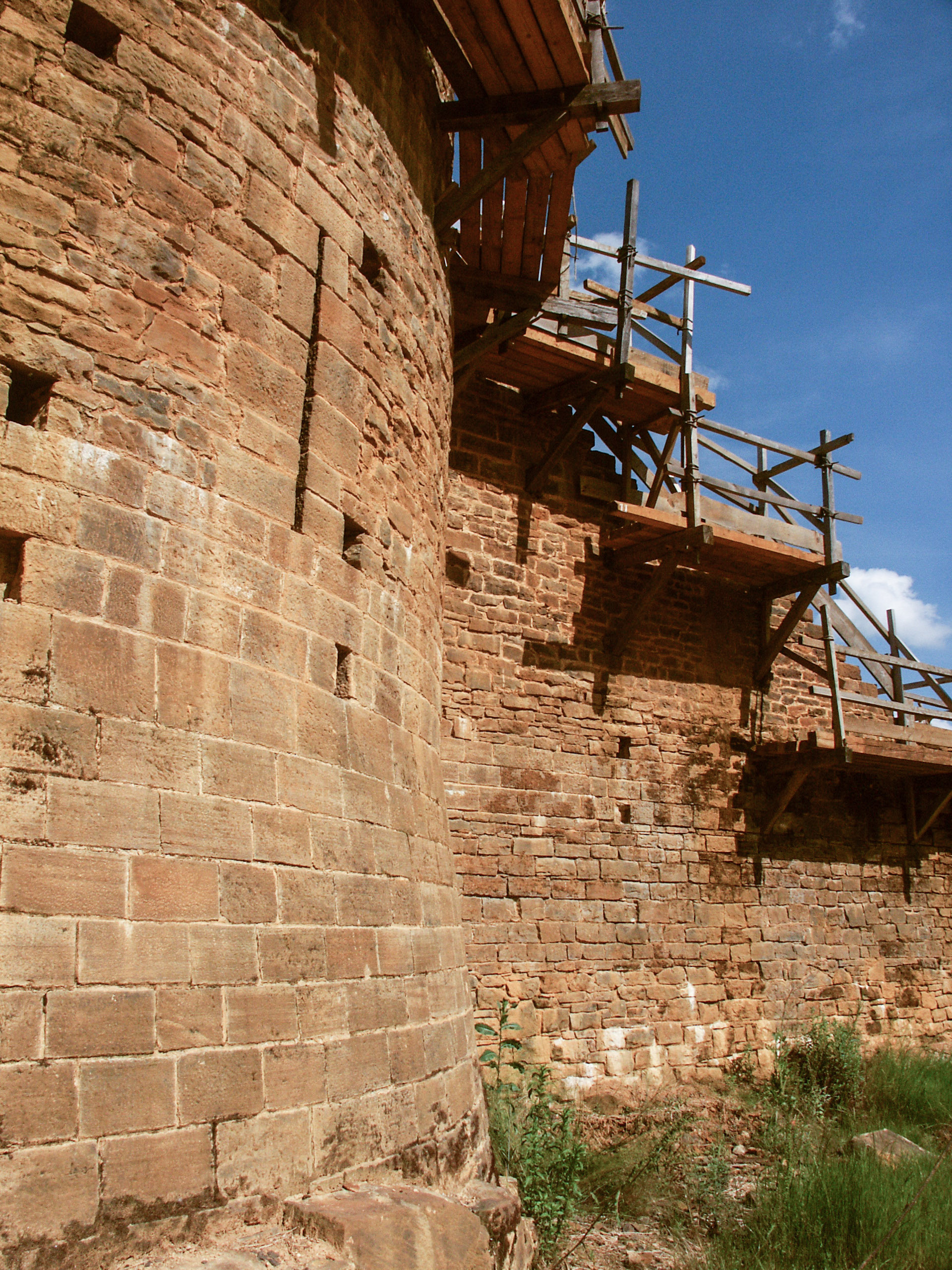
2004
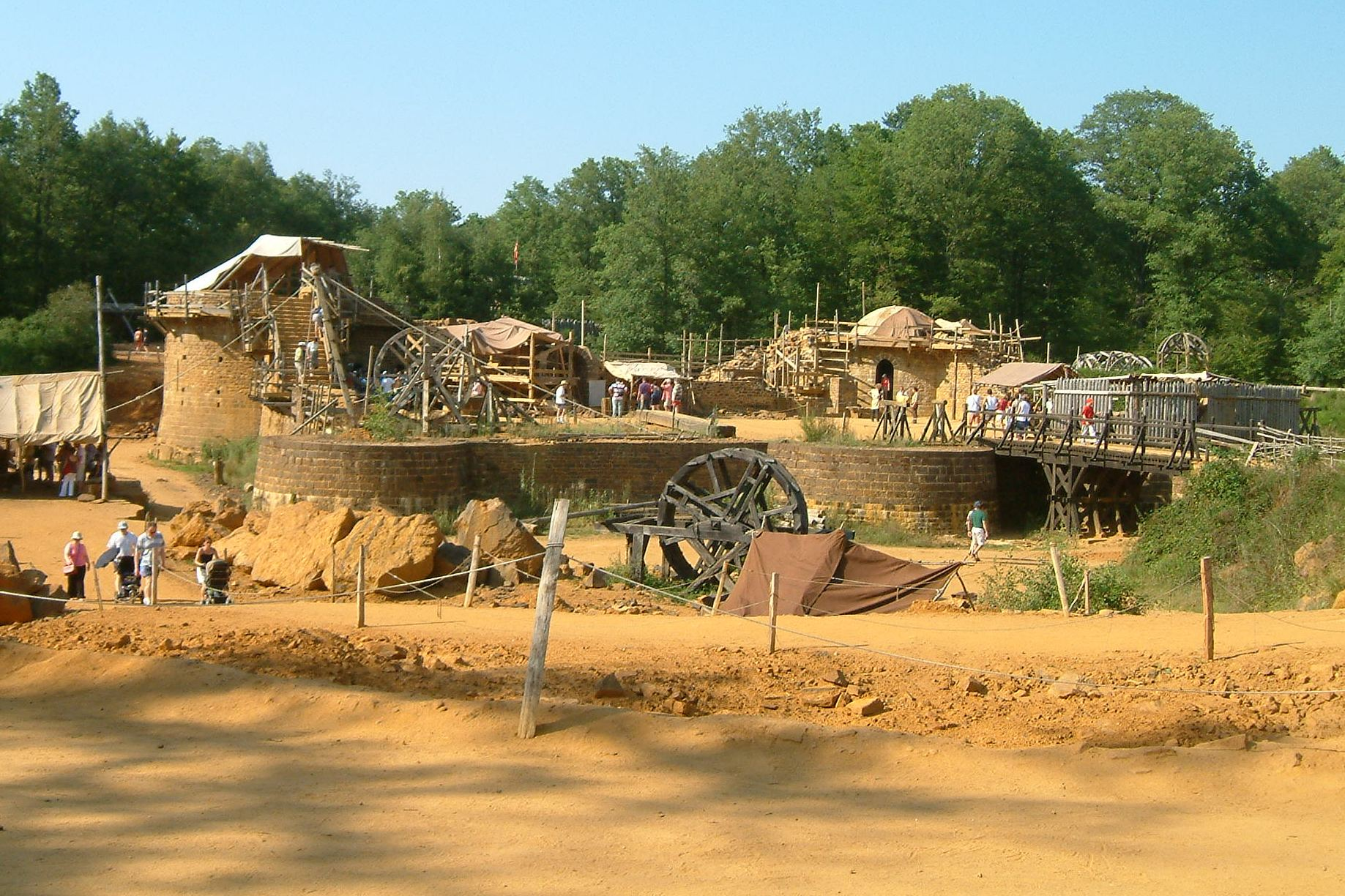
2005
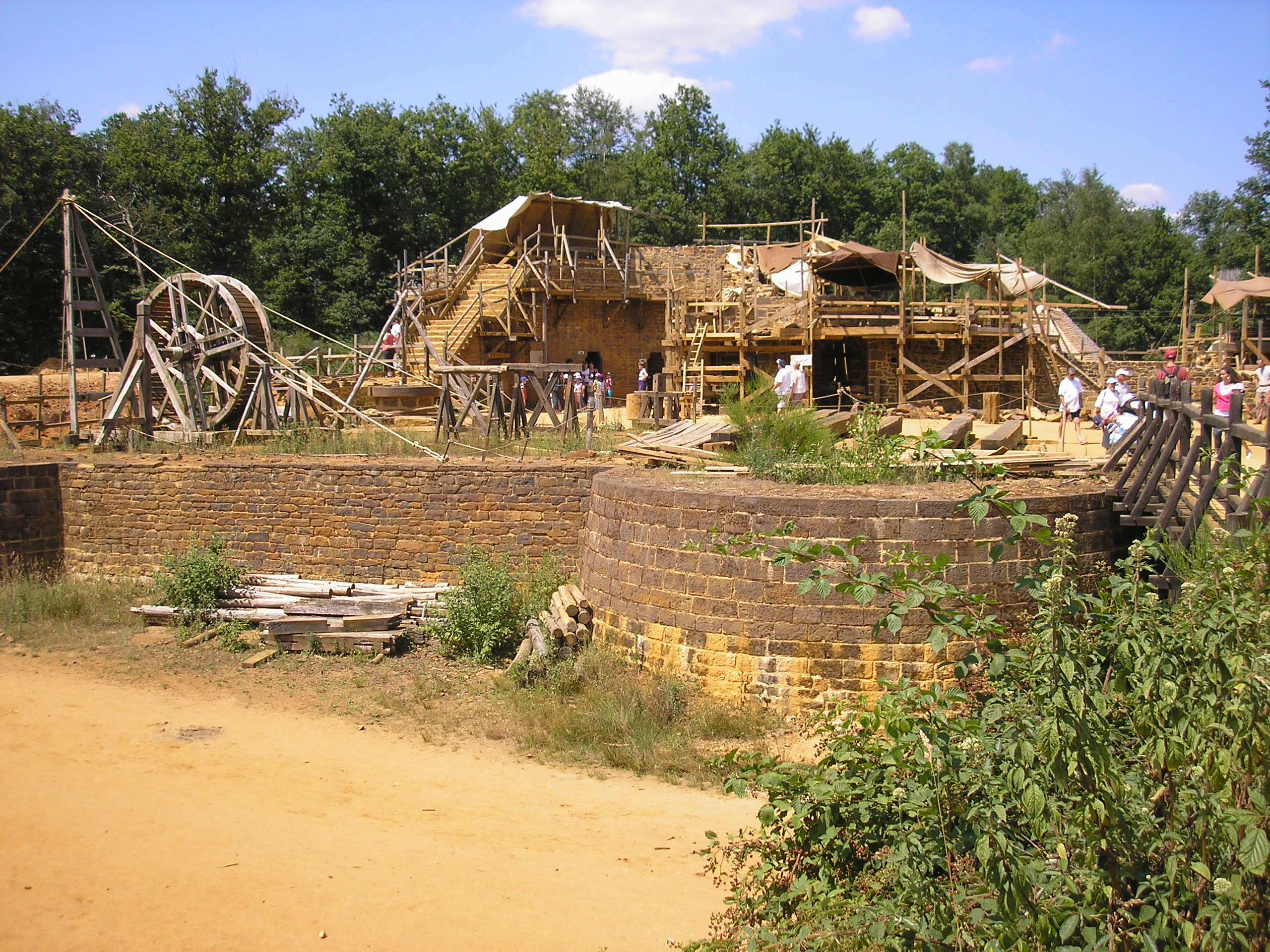
2006
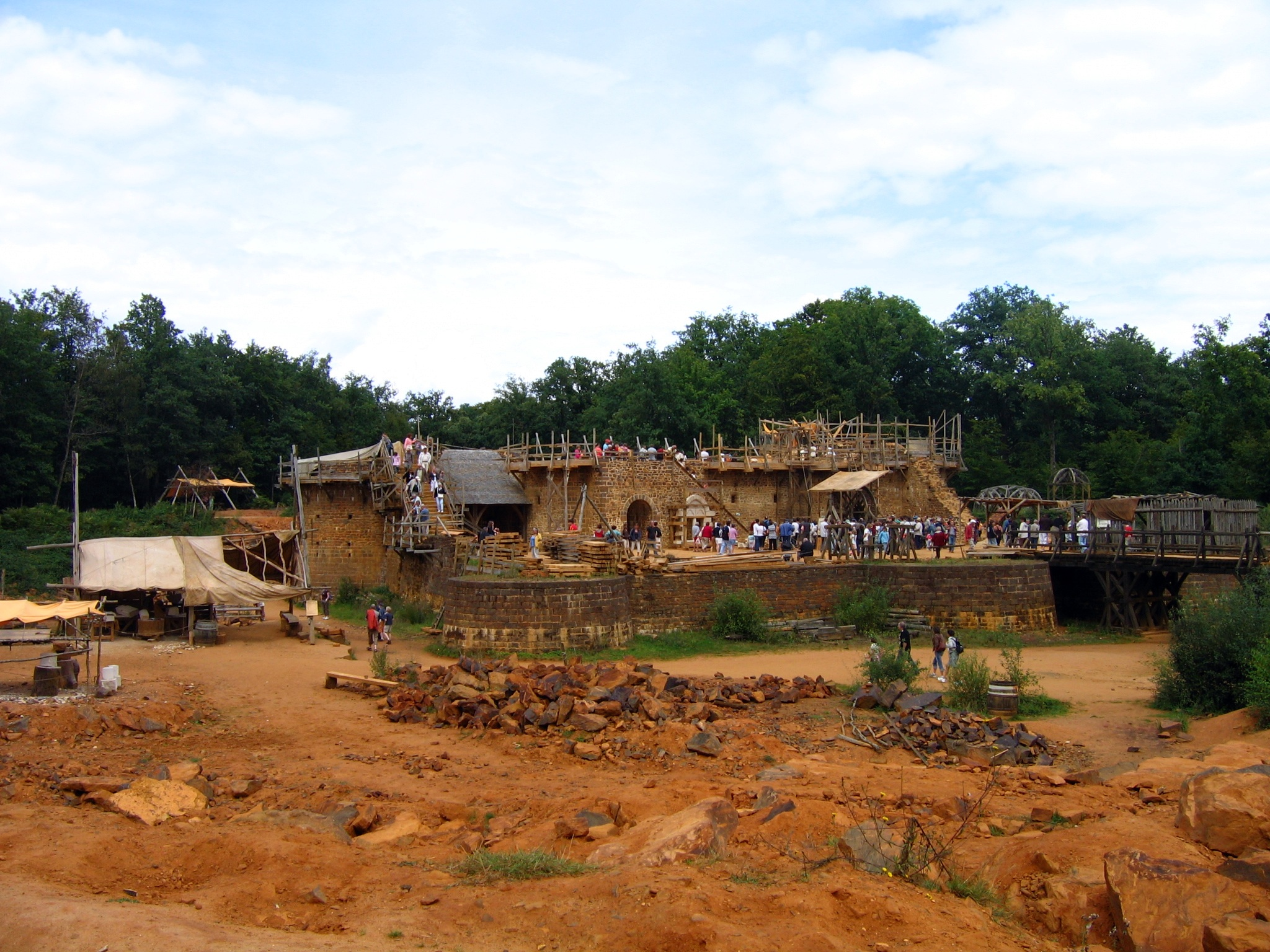
2007
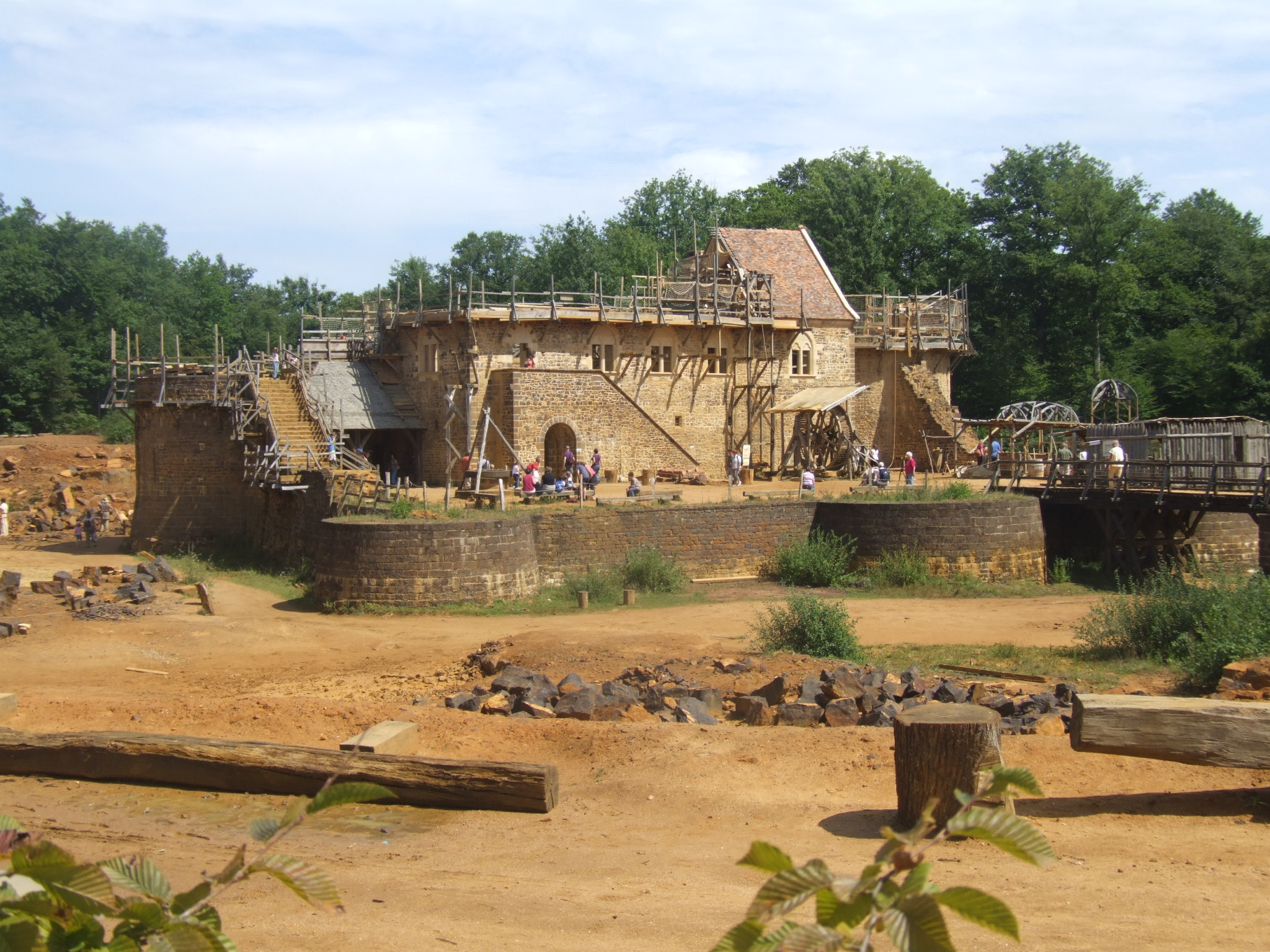
2009
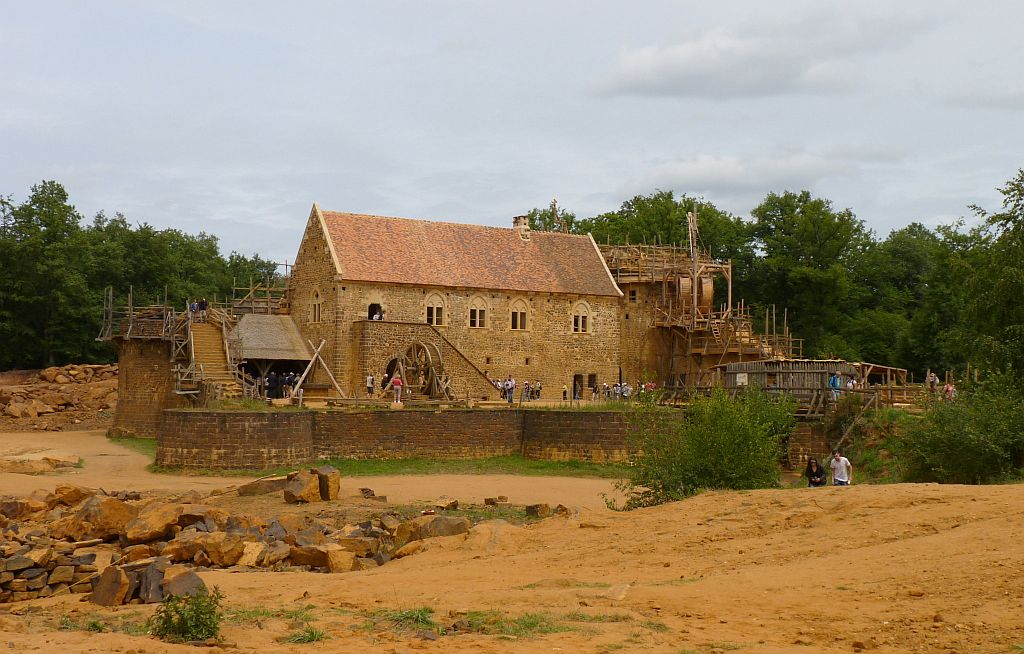
2011
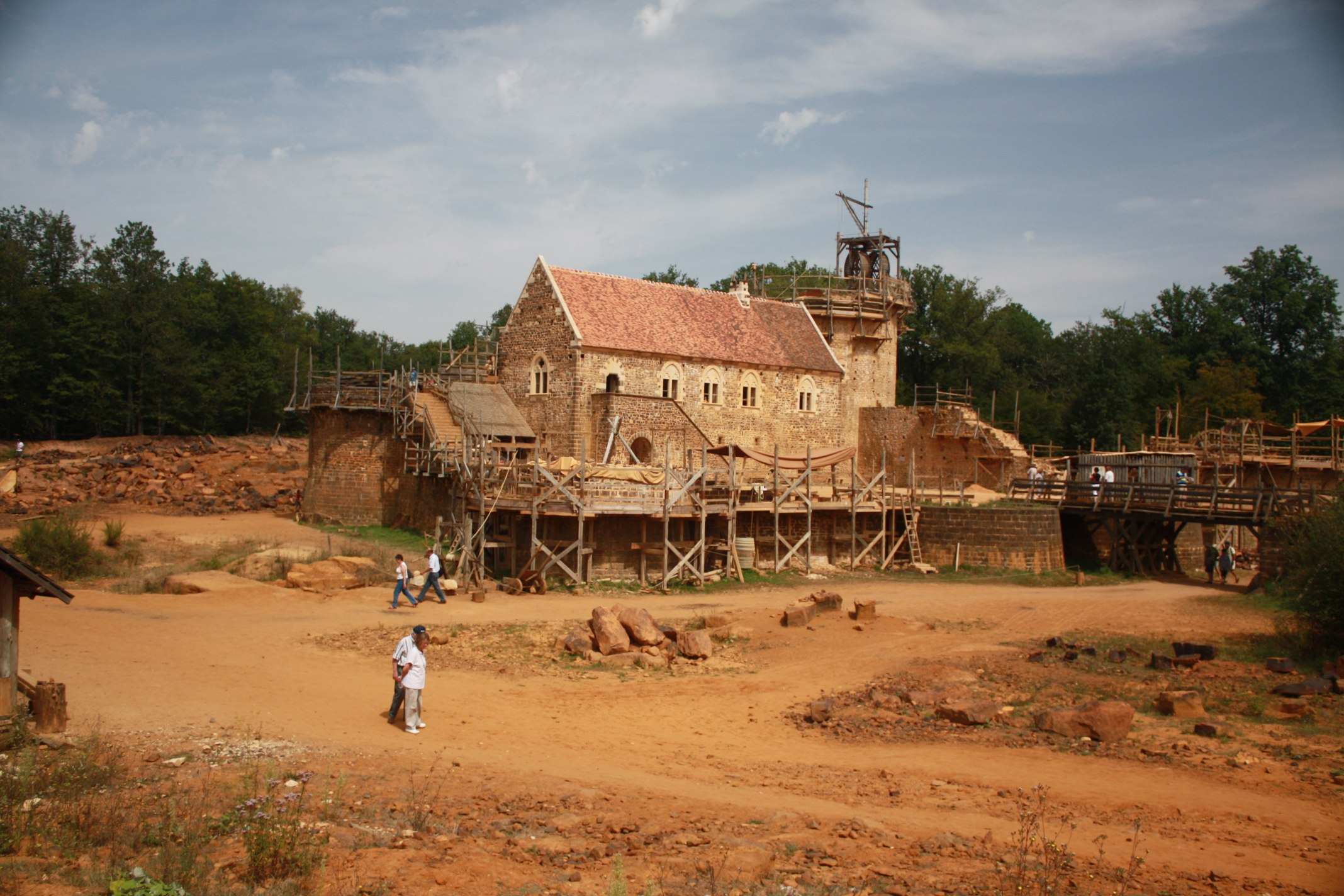
2012
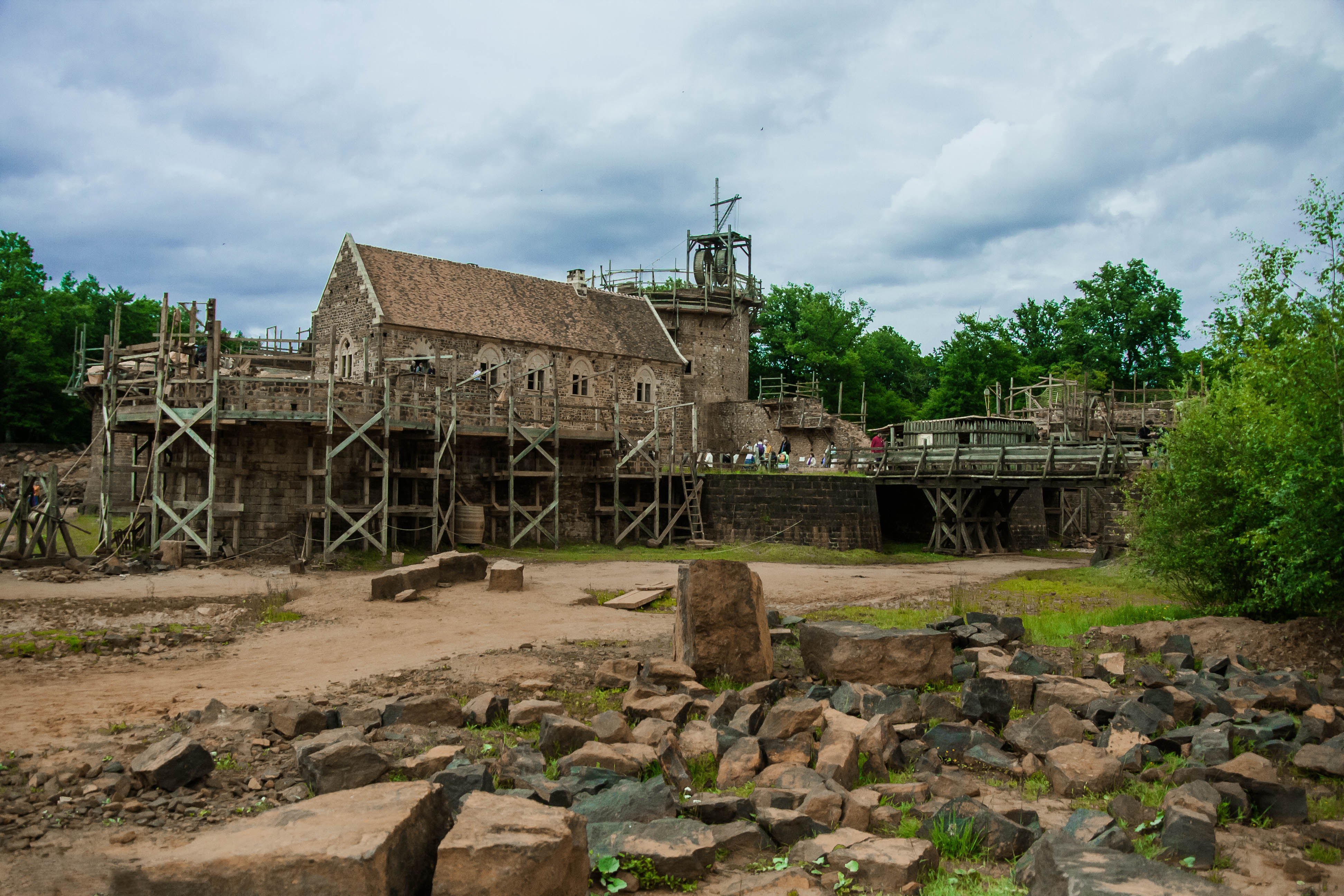
2013
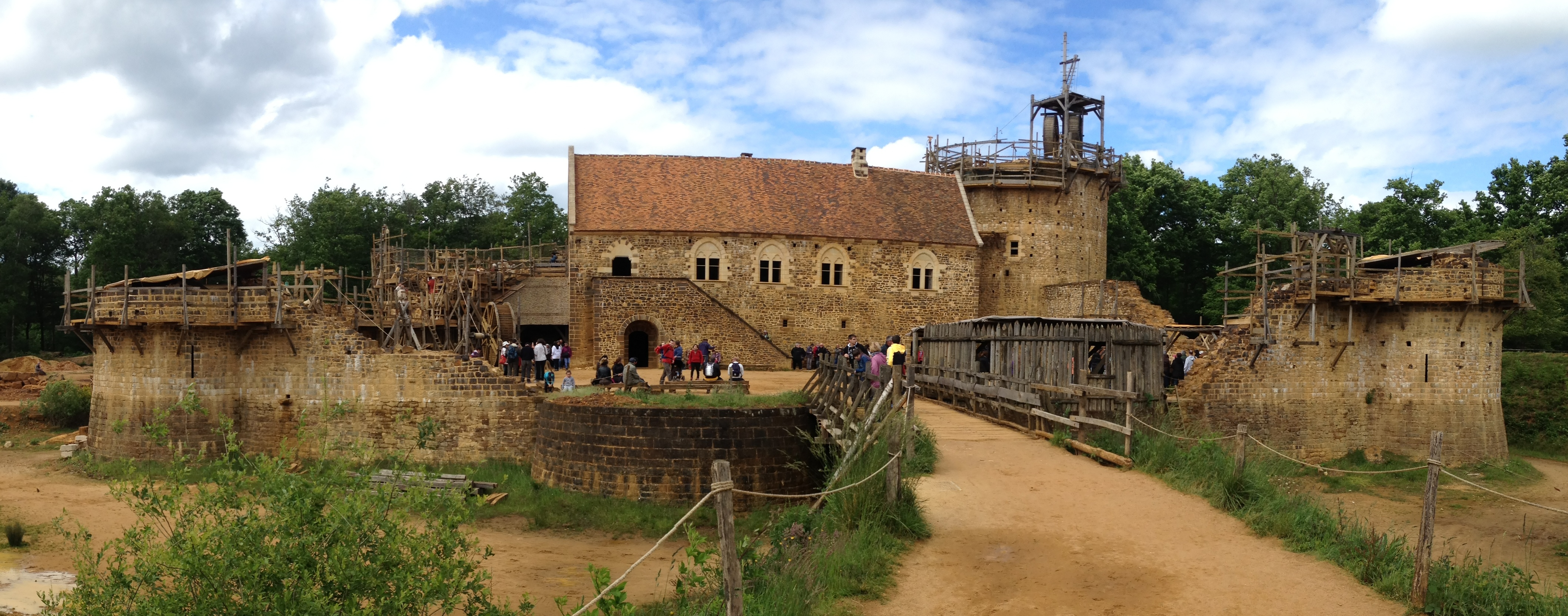
2014
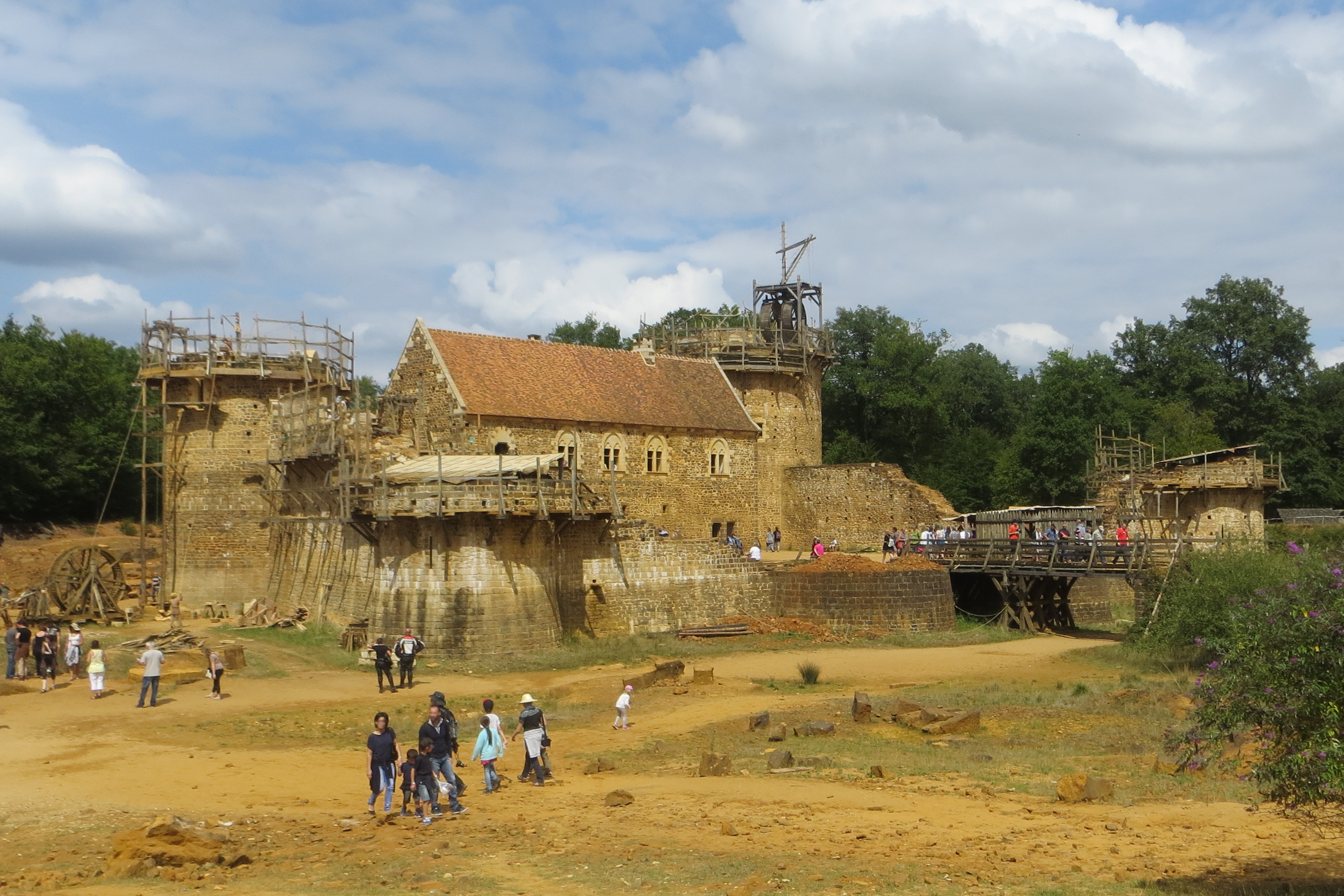
2015
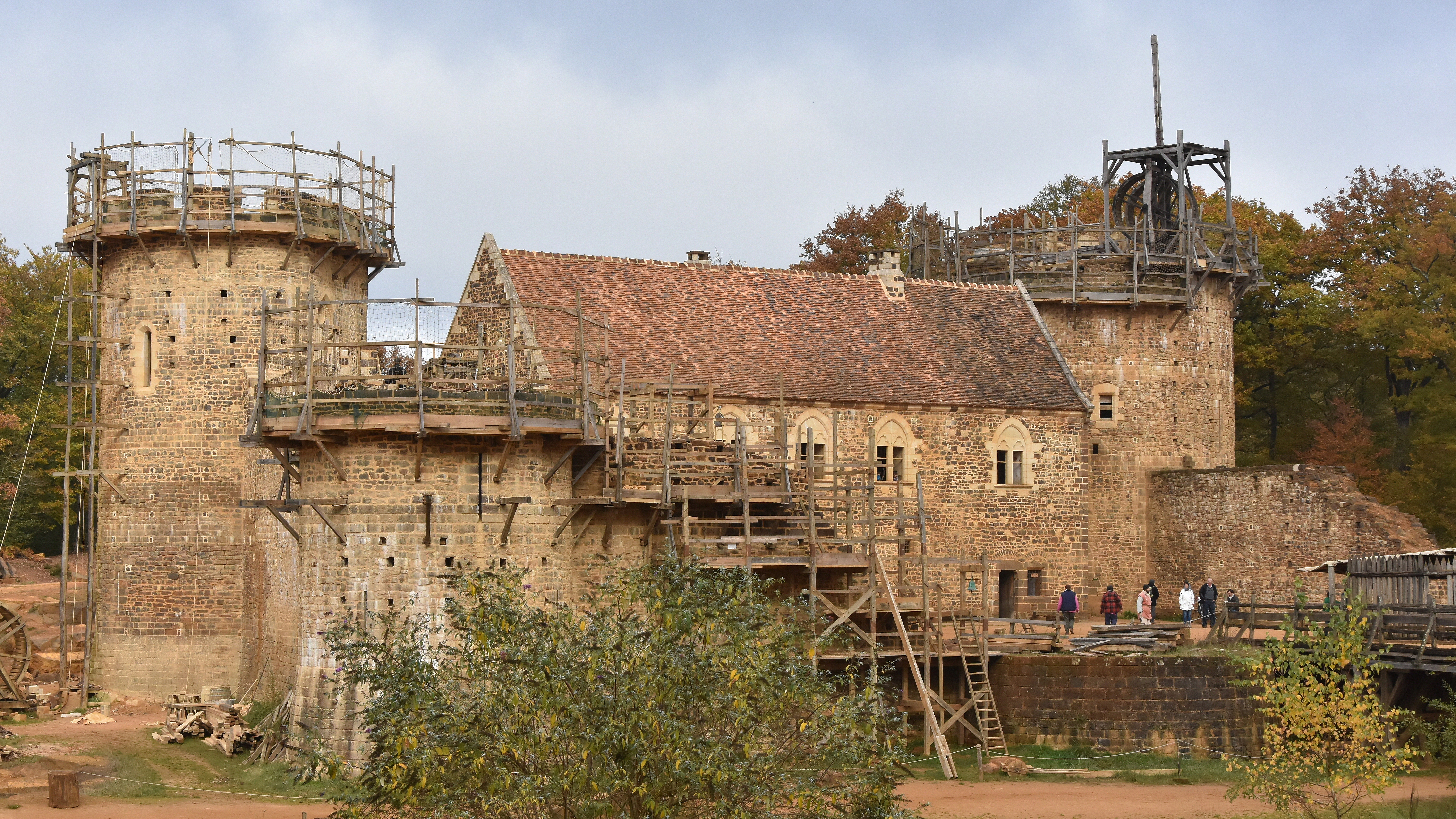
2016
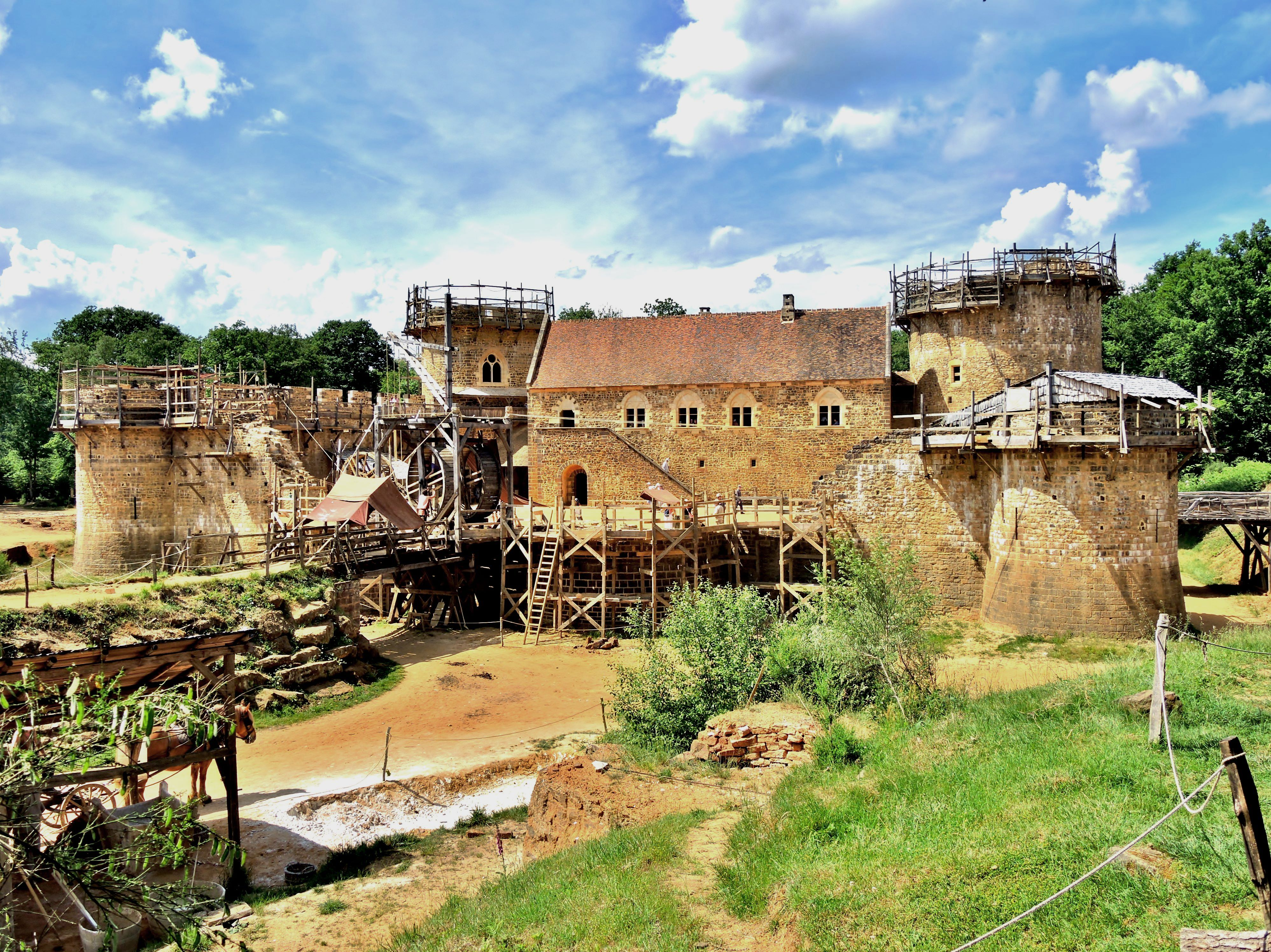
2017
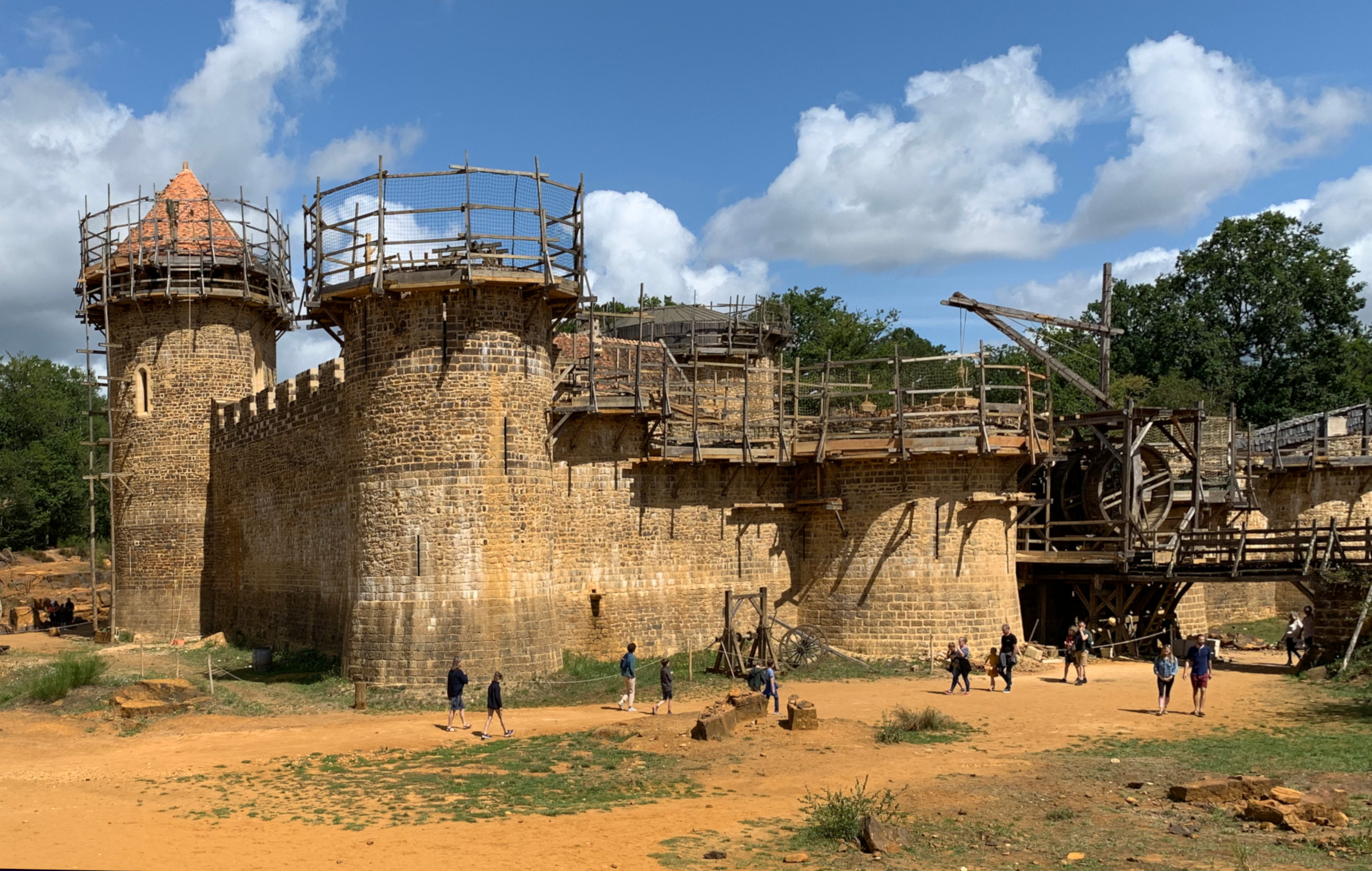
2019